# Covinus
Covinus era una espècie de carro que portava les rodes armades amb una mena de falçs llargues i s'utilitzaven a manera dels carros escites pels gals belgues i els britons.
Els romans van aplicar el nom a un carro cobert pels dos costats i al fons però descobert per la banda de davant i conduït per una sola persona que anava asseguda dins. Se suposa que tenia semblança amb el carro belga, protegit per totes les bandes i conduït per un sol home, ja que li va traspassar el nom.
El conductor es deia covinarius, un nom que només menciona Tàcit, que afegeix que era el nom també d'una part diferenciada de l'exèrcit romà de Britànnia, probablement derivat d'aquest carro.